# Grünbein

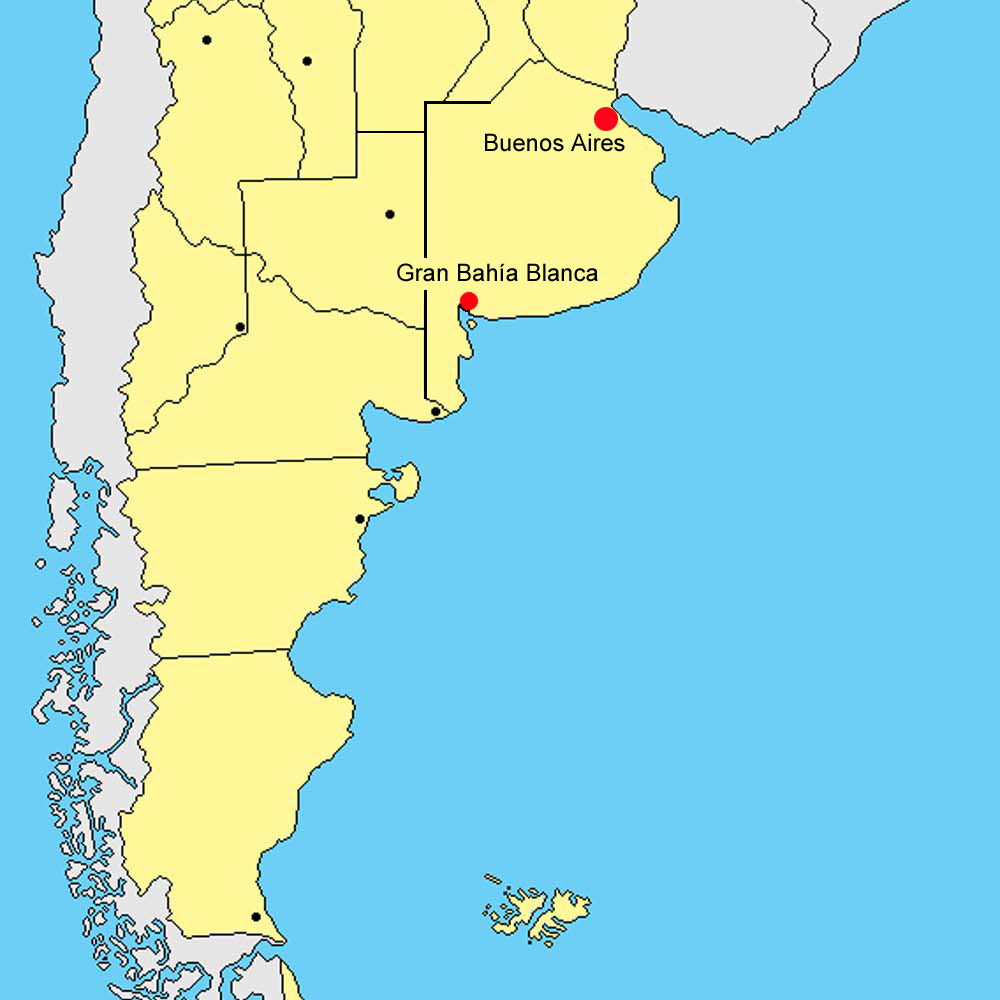
Grünbein gehört zu Gran Bahía Blanca und liegt im Süden der Provinz Buenos Aires

Grünbein ist ein Ort im Großraum Bahía Blanca (Gran Bahía Blanca) im Kreis Bahía Blanca (Partido de Bahía Blanca) in der argentinischen Provinz Buenos Aires.

## Einwohner
1991 hatte Grünbein 2440 Einwohner und bei der letzten Volkszählung im Jahr 2001 wurden 3194 Einwohner gezählt. Die Einwohnerzahl stieg somit um fast ein Drittel in 10 Jahren.

## Lage

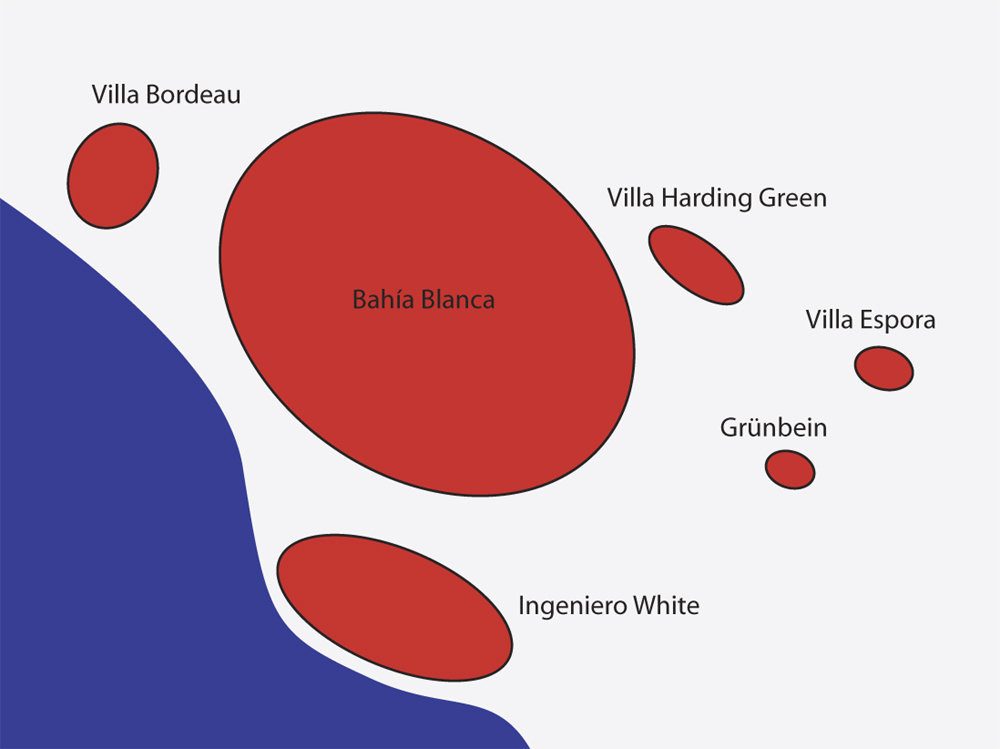
Lage von Grünbein

Grünbein liegt ungefähr zwölf Kilometer vom Zentrum von Bahía Blanca entfernt, vier Kilometer südwestlich von Bahía Blancas Flugplatz Comandante Espora und zehn Kilometer nordöstlich von Bahía Blancas Hafen Ingeniero White.
Der Ort liegt an der Einmündung der Ruta Provincial 51, die in Ramallo im Partido de Ramallo im Norden der Provinz Buenos Aires beginnt, in die Ruta Nacional 3, die an der Avenida General Paz in Buenos Aires beginnt und mit einer Länge von 3063 Kilometern die argentinischen Provinzen Buenos Aires, Río Negro, Chubut, Santa Cruz und Tierra del Fuego, Antártida e Islas del Atlántico Sur verbindet.